# Guzmania dudleyi
Guzmania dudleyi är en gräsväxtart som beskrevs av Lyman Bradford Smith. Guzmania dudleyi ingår i släktet Guzmania och familjen Bromeliaceae. Inga underarter finns listade i Catalogue of Life.